# Blåklint
För Amanda Kerfstedts barnbok med samma namn, se Blåklint (bok).
Blåklint (Cyanus segetum, eller tidigare Centaurea cyanus) är en art i familjen korgblommiga växter.

## Beskrivning
Blåklintens hjärtblad är ovala med ganska tydlig nervatur. Bladen har tydliga skaft och saknar behåring. Örtbladen är långsmala och grågröna med spindelvävsliknande behåring. Plantan blir 40-70 cm hög med mörkblåa blomkorgar i toppen. Fröna har en samling av borst i ena änden.

## Symboler
Blåklinten är
- sedan 1968 nationalblomma för Estland
- landskapsblomma för Östergötland
- partisymbol för estniska partiet Eestimaa Rahvaliit
- partisymbol för Samlingspartiet i Finland
- tidigare partisymbol för Liberalerna i Sverige
- en hoppets symbol för ALS Society of Canada[5]

Blåklinten var också den svenska rösträttsrörelsens symbol.

## Utbredning
Under pleistocen växte blåklint på stäpptundran i södra Europa och följde med isens avsmältning norrut på öppna gräsmarker. Den fick dock sin stora spridning först med jordbrukets införande som ogräsväxt.
Blåklinten växer i norra Europa i huvudsak i samband med odlad jord, men i östra Medelhavsområdet växer den helt fritt. Den betraktas av den orsaken som ett ogräs och i takt med att bekämpningsmetoderna gått framåt har också blåklinten gått tillbaka. I Storbritannien är blåklinten klassad som hotad art. I Sverige, i de sydsvenska jordbruksbygderna, har den status som tämligen allmän, ökande förekomst förklaras med ökningen av ekologisk odling.
| ”                                                                     | Ännu lite längre fram skall blåklinten stå alldeles i sädesfältets sirsande yttervägg av strå liksom vore den flydd ut från det inre av en gul tät och blond sädesdjungel. Den spenslar ut sig, den blå blomman, böjer sig ut och tittar inbillningsvis sett med skrämsel längs det ändlösa ledet av uppsträckta strån. | „ |
| – Ur Blomstermånad av Harry Martinson (Det enkla och det svåra, 1939) | |   |

## Biologi
Inom jordbruket är blåklint främst ett vinterannuellt örtogräs, men fröna kan även gro tidigt på våren, och orsakar följaktligen störst problem i höstsådda grödor. Förökning sker endast med frön, vilka i marken har en livslängd på 1-5 år. 

## Bekämpning
Liksom med många andra fröförökade ogräs är en viktig åtgärd att undvika att bygga upp fröbanken. Detta kan göras genom att bereda en s.k. falsk såbädd vilket innebär att jorden bearbetas och fröna stimuleras att gro. När dessa har grott bearbetas jorden igen och plantorna förstörs utan att ha hunnit producera frön. En annan åtgärd är minskad jordbearbetning då fröna stannar på jordytan och blir uppätna av djur eller dör av andra orsaker. De frön som ligger djupt nere i marken får ingen chans att gro om de inte plöjs upp. De dör också så småningom. Det är även fördelaktigt att minska mängden höstsådda grödor.
Blåklint kan även bekämpas kemiskt med herbicider. Det finns dock ett visst problem med att arten utvecklar resistens mot herbicider vilket betyder att vissa individer överlever bekämpningen och slutar vara känsliga för kemikalien. Hittills finns det två kända fall av resistent blåklint i Sverige. 

## Användning
- Cornflower water (Blåklintvatten) används för behandling av hudåkommor och kosmetiskt. Framställs genom ångdestillering av torkade blommor. 60 g torkade blommor ger 1 liter cornflower water.[11] Fransk benämning Eau de casselunettes[12] (lunettes = glasögon på franska). En alternativ benämning är Eau de Bleuet. (Bleuet är ett av utländska traditionella namn på blåklint.)
    Blåklintvatten anses vara bra mot ögonirritationerer (rödsprängda ögon), allmänt "trötta ögon", ringar under ögonen och andra blåmärken, småsår i huden.
    Preliminära undersökningar antyder att blåklintpreparat eventuellt har viss gynnsam effekt för att motverka stenar i urinvägarna, men det är för närvarande långt ifrån vetenskapligt bevisat.[13]
    Analys av blåklints kemiska innehåll, har givit som resultat att  succylatcyanidin 3,5-diglycerider möjligen kan ha viss medicinsk effekt.
    En infusion i vatten kan vara lugnande vid nervösa åkommor.[14]

- Den utpressade saften från kronbladen kan användas som blått bläck.

- Om den utpressade saften från kronbladen blandas med en alunlösning (kaliumaluminiumsulfat) kan den användas för akvarellmålning.
- Blåklint kan användas vid växtfärgning tillsammans med betmedel alun. Resultatet är en vacker blå färg, som emellertid inte är särskilt hållbar (ej "färgäkta").

- Kronbladen används för att ge färg åt potpourriblandningar.

## Etymologi

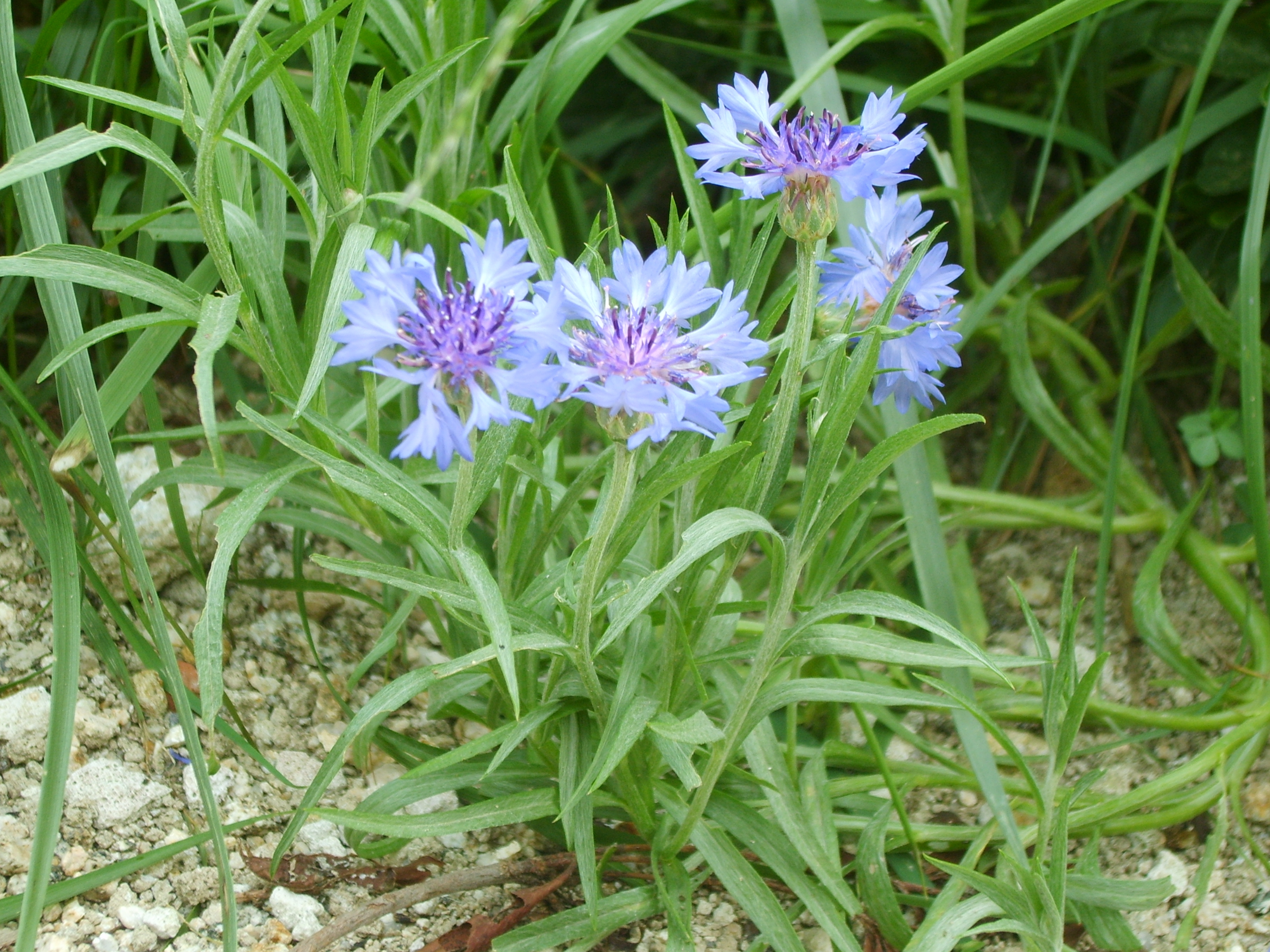
Blåklint.

Centaurea i den tidigare benämningen Centaurea cyanus kan härledas från Centaur (på svenska stavat Kentaur), hästmänniskan i grekisk mytologi. En av kentaurerna, Keiron, lärde mänskligheten om växters helande verkan.
Cyanus i det vetenskapliga släktnamnet är latin och betyder blå. Denna betydelse har sin förklaring i romersk mytologi. Enligt denna hade gudinnan Flora, alla växters moder, hjälp av en fruktbarhetsdemon vid namn Kyanos (Κυανός) från Kreta, och som hade blå kläder. Kyanos älskade Flora så mycket att han försummade sig själv så till den grad att han en dag dog i ett hirsfält. Till minne av Kyanos förvandlade Flora dennes döda kropp till en blåklint.
Klint kan härledas från det fornnordiska kletr, som betyder klippa. I nutida överförd bemärkelse kan det innebära bergstopp, kulle, brant, och är besläktat med klant, klunt, knöl, klump. Det dialektala klätt är i grunden samma ord som klint. Associationen till blåklint antas vara att tolkningen klump syftar på blomkorgens form.
Kronbladens färg kallas kornblå, från tyska korn(blumen)blau.

## Synonymer

### Vetenskapliga synonymer (kronologiskt ordnat)
- Centaurea cyanus L., 1753
- Cyanus cyanus (L) Hill. 1768 nom. illeg.
- Jacea segetum (Hill) Lam., 1779 nom. illeg.
- Cyanus arvensis Moench, 1794, nom. illeg.
- Cyanus dentato-folius Gilib, 1782 nom. illeg.
- Cyanus vulgaris Delarbre, 1800, nom. illeg.
- Centaurea segetalis Salisb., 1796 nom. illeg.
- Centaurea lanata Roxb., 1820
- Centaurea pulchra DC., 1838
- Jacea segetalis Lam ex Steud, 1840
- Centaurea umbrosa A.L.P.Huet ex Reut., 1856
- Setachna cyanus (L.) Dulac, 1867
- Centaurea cyaneum St-Lag, 1880
- Centaurea cyanocephala Velen., 1881
- Centaurea cynarocephala Velen., 1886
- Centaurea hortorum Pau, 1887
- Leucantha cyanus (L) Nieuwl & Lunell, 1917
- Centaurea cyanus var. denudata Suksd., 1927
- Centaurea cyanus subsp. coa Rech.f., 1949

### Alternativa svenska namn
- Blå bondtuppor (Dala-Floda i Dalarna)[16]
- Blågubbar (Roslagen)[18]
- Blågubbe (Värmland)[16]
- Blåhattar (Östra Södermanland)[16][20]
- Blåklätt (Södermanland)[16]
- Blåkorn (Skåne)[16]
- Blålilja (Halland)[16]
- Blå ringblomma (Norra Bohuslän)[16]
- Blå sästuppor (Mora i Dalarna)[16]
- Blåtopp (Björkvik i Södermanland)[16][21]
- Båtsmanshattar, Gotland[16]
- Duvestol (Blekinge, Skåne) [16]
- Klint (Populärnamn i blomsterhandeln)

## Bilder

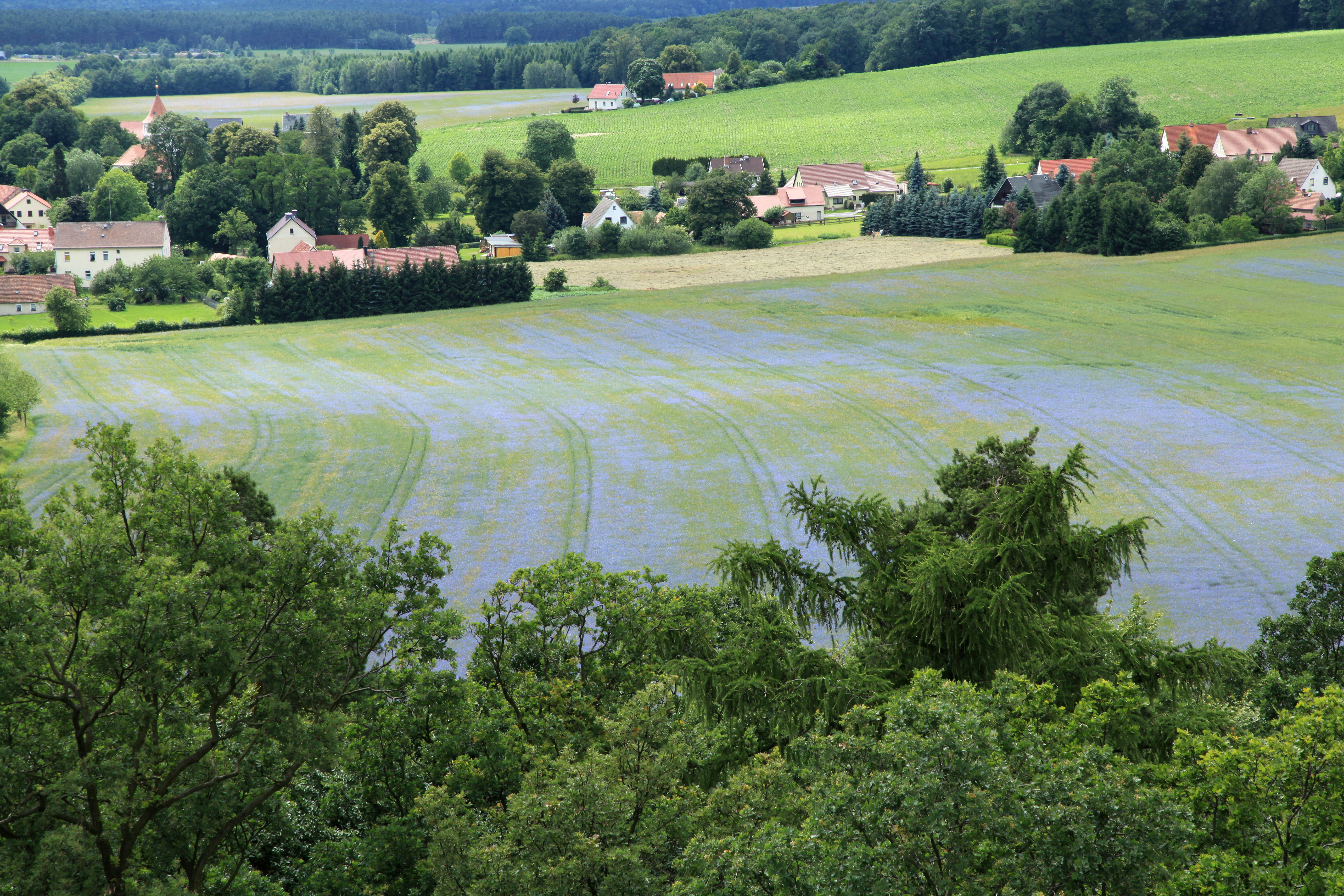
Fält med blåklint.
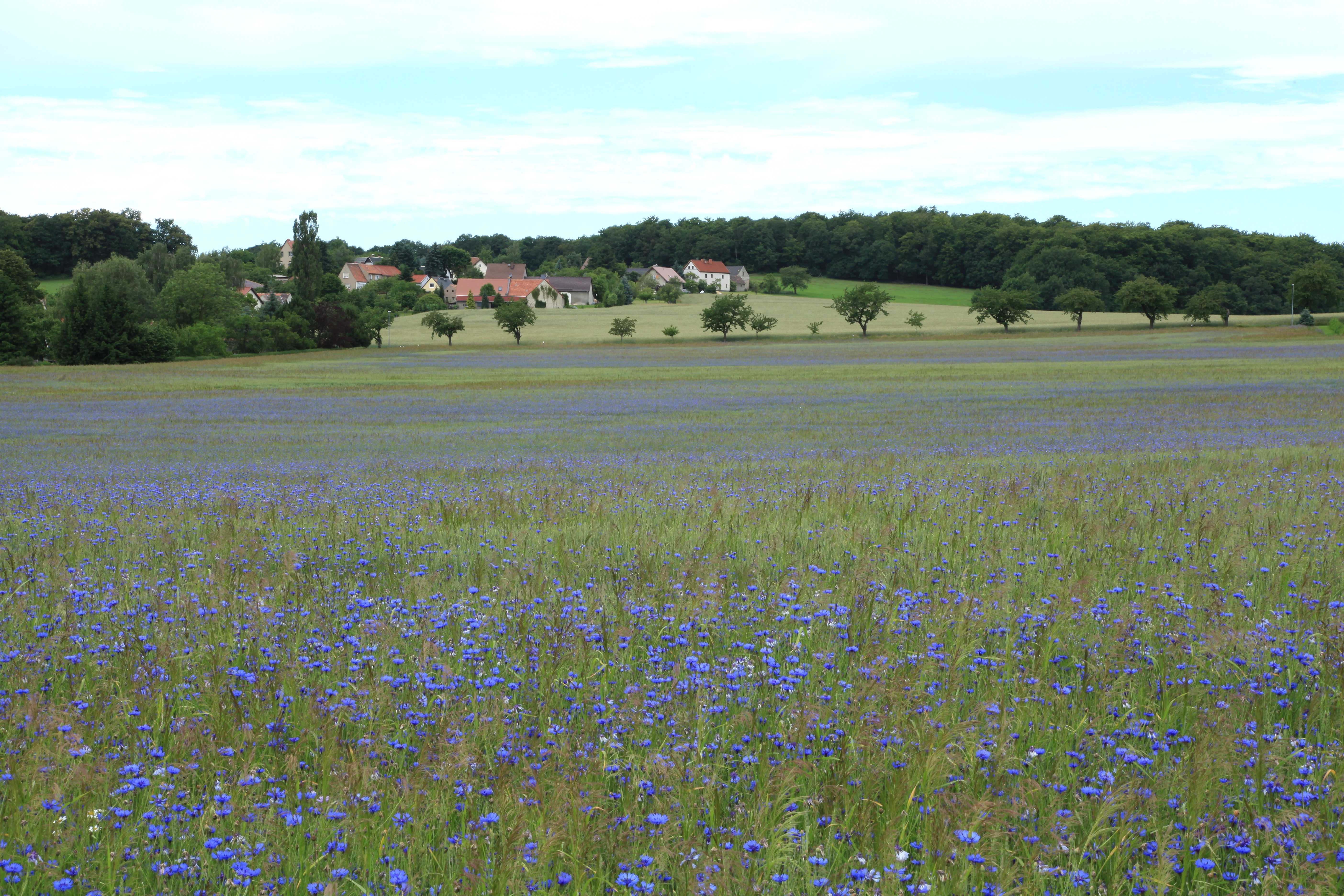
Fält med blåklint.
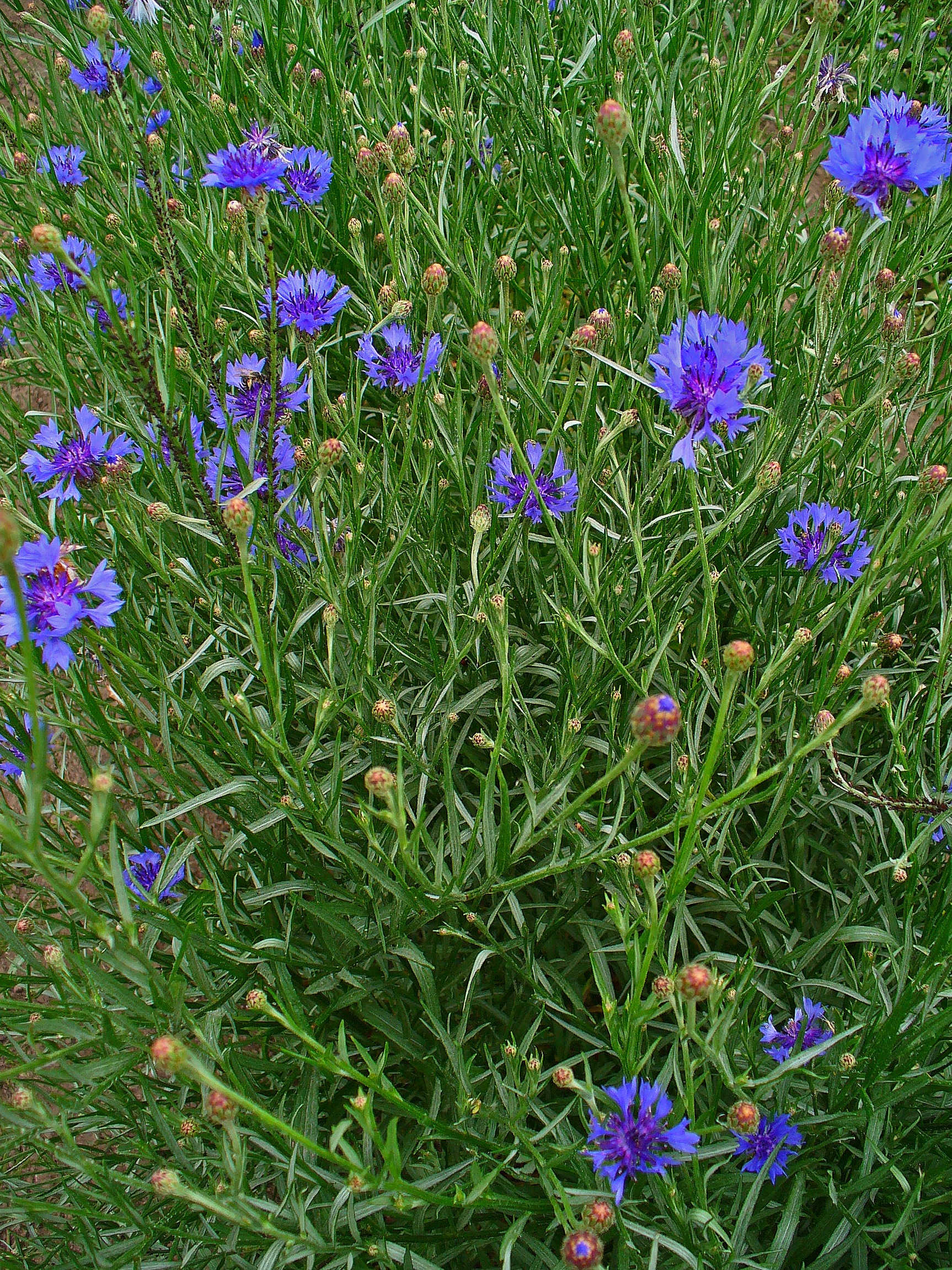
Blåklint.
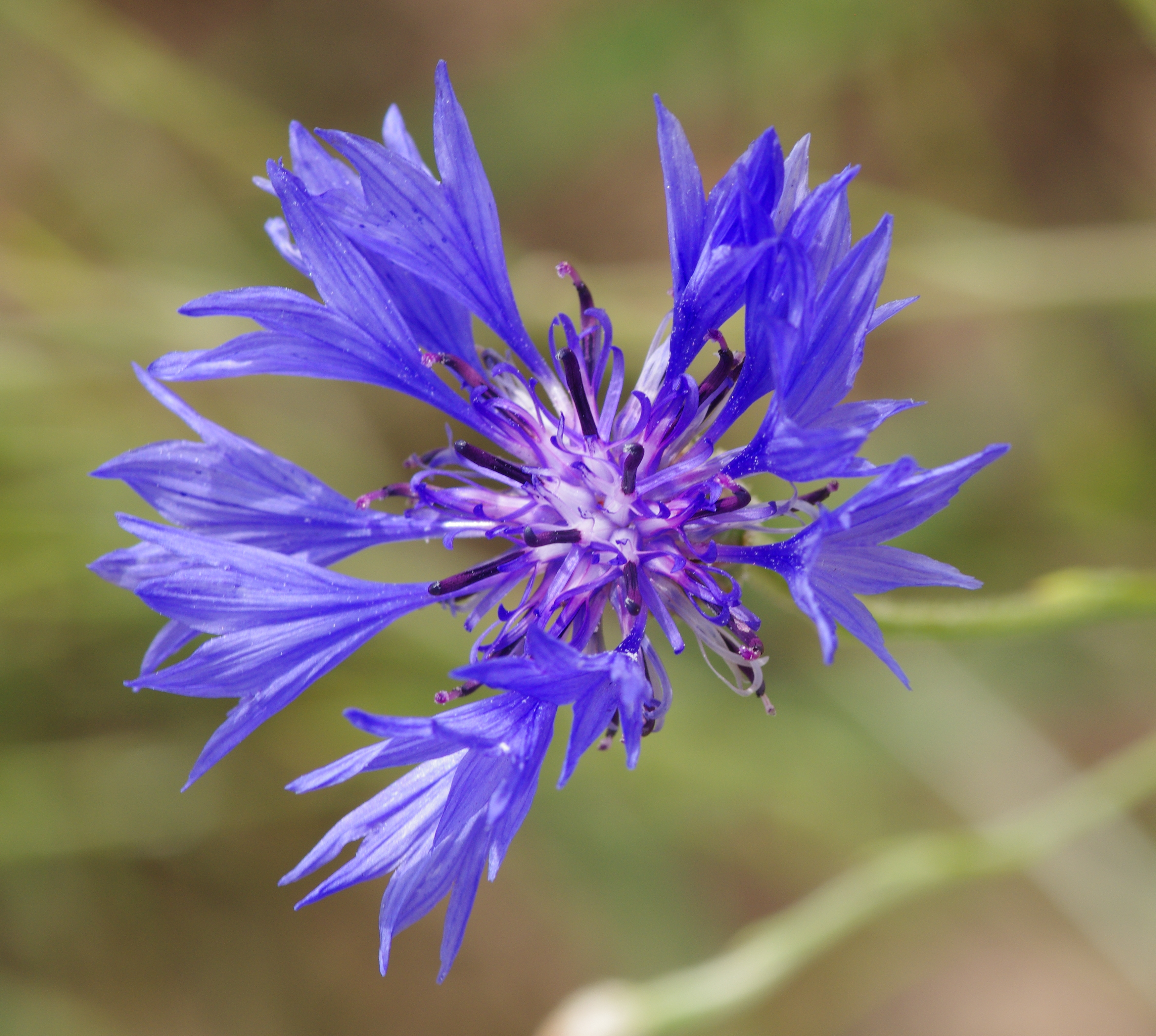
Närbild på en blomma.
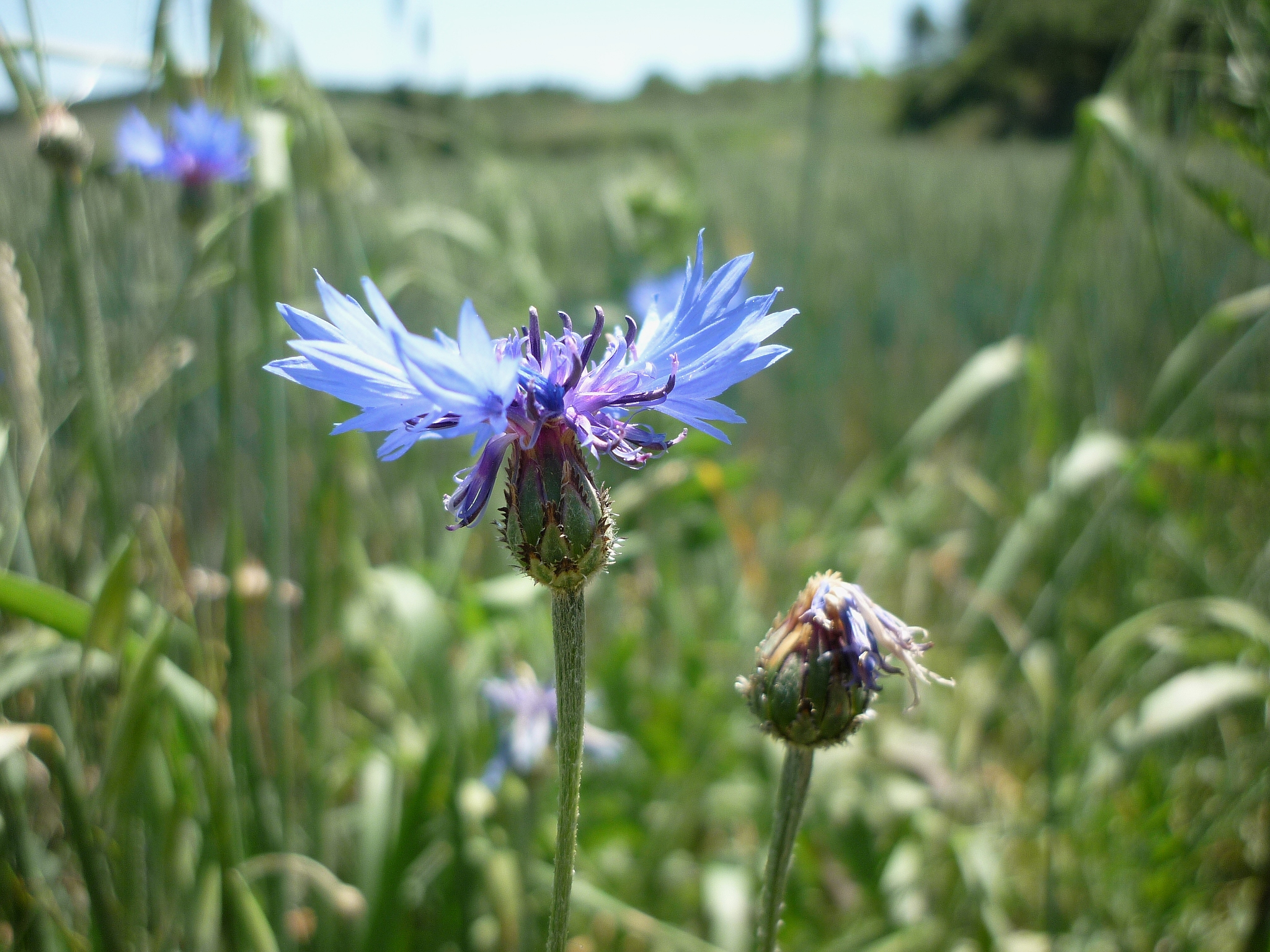
Överblommad blomma.
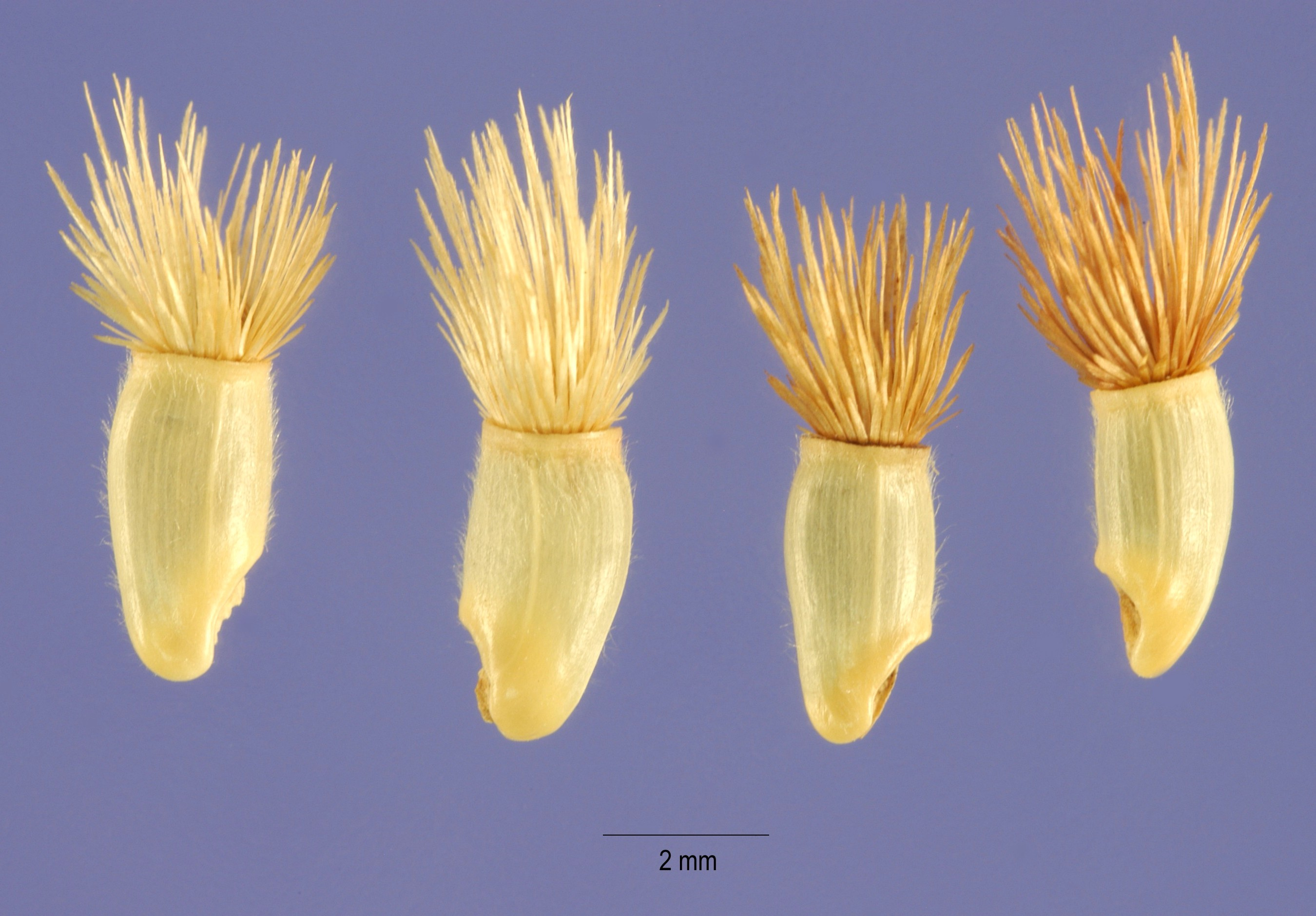
Frön.
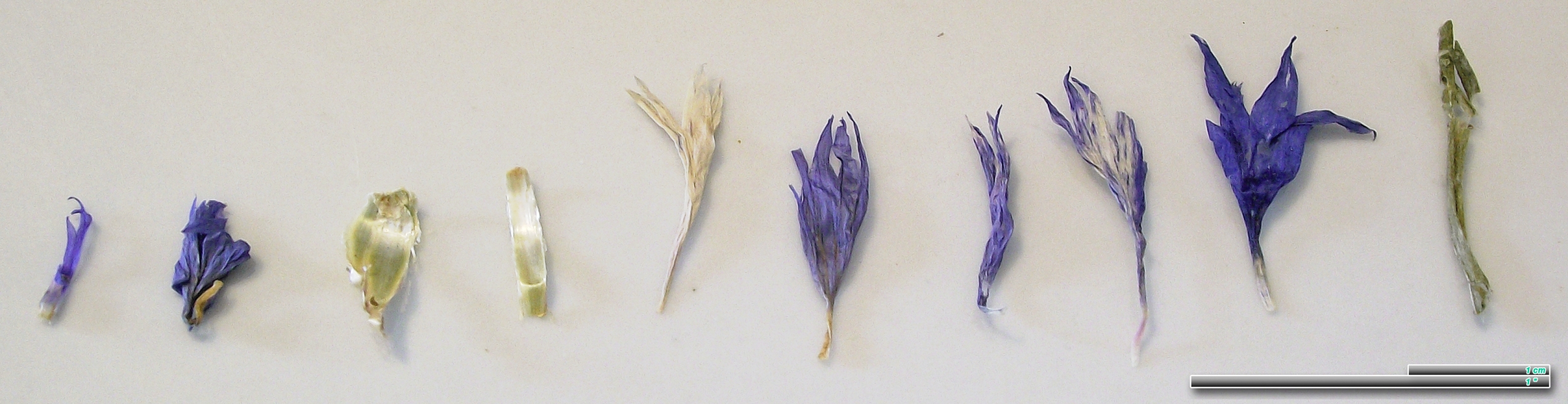
Torkade blomdelar.
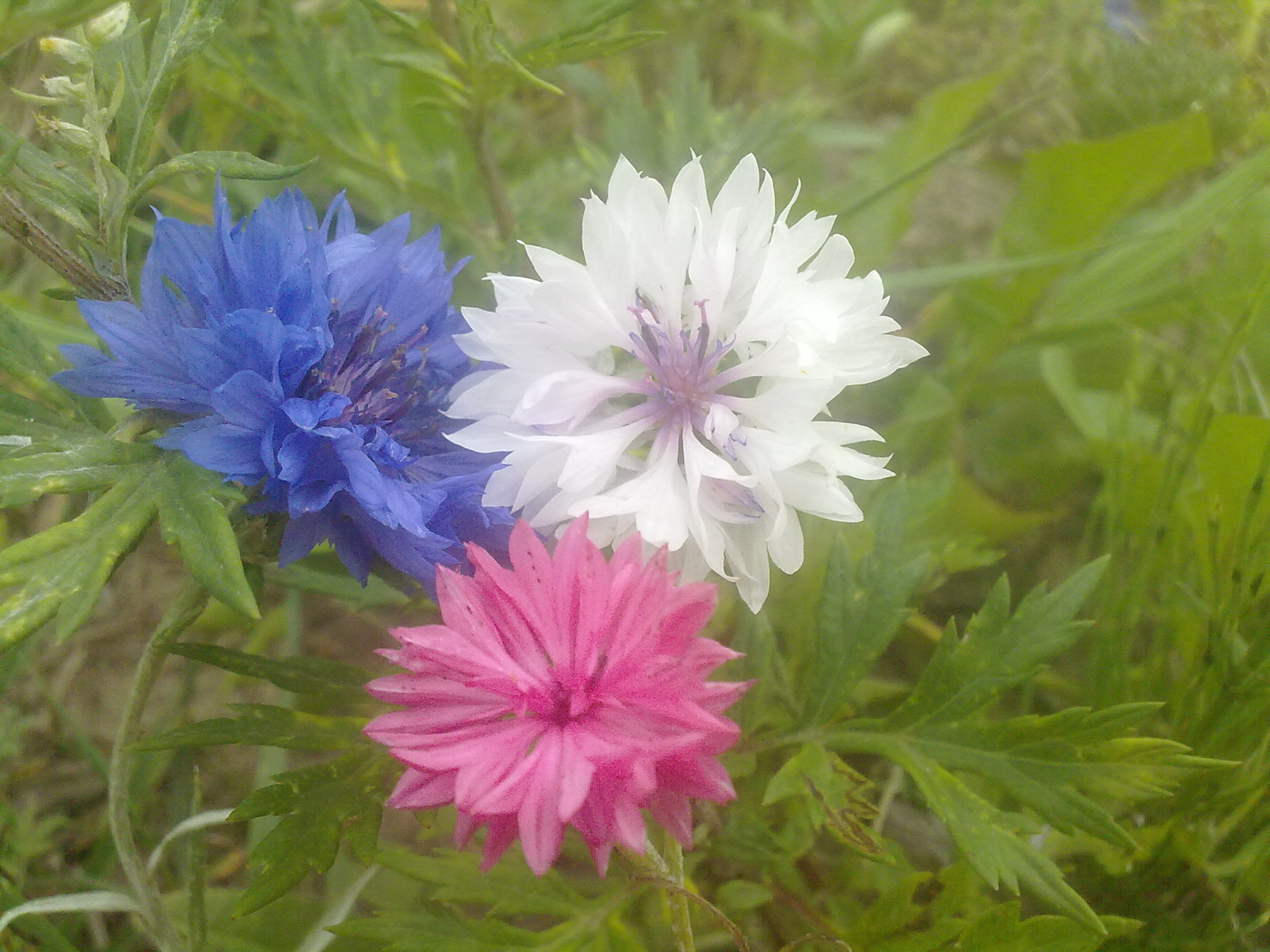
Olika färgvarianter.